# Entodontopsis sedgwickii
Entodontopsis sedgwickii är en bladmossart som beskrevs av William Russell Buck och Robert Root Ireland 1985. Entodontopsis sedgwickii ingår i släktet Entodontopsis och familjen Stereophyllaceae. Inga underarter finns listade i Catalogue of Life.